# 子成 (1938年)
子成（1938年—），男，藏族，西藏察隅人，中华人民共和国政治人物，曾任中共西藏自治区党委常委、政法委书记、西藏自治区公安厅党委书记，副总警监。